# Манагокін (Нью-Джерсі)
Манагокін (англ. Manahawkin) — переписна місцевість (CDP) в США, в окрузі Оушен штату Нью-Джерсі. Населення — 2413 особи (2020).

## Географія
Манагокін розташований за координатами 39°41′36″ пн. ш. 74°15′1″ зх. д. / 39.69333° пн. ш. 74.25028° зх. д. (39.693472, -74.250229).  За даними Бюро перепису населення США в 2010 році переписна місцевість мала площу 4,98 км², з яких 4,73 км² — суходіл та 0,25 км² — водойми.

## Демографія
Згідно з переписом 2010 року, у переписній місцевості мешкали 2303 особи в 931 домогосподарстві у складі 586 родин. Густота населення становила 463 особи/км².  Було 1071 помешкання (215/км²).
Расовий склад населення:
| - 91,6 % — білих - 2,5 % — азіатів - 0,4 % — корінних американців - 0,4 % — чорних або афроамериканців - 4,2 % — осіб інших рас |

До двох чи більше рас належало 0,9 %. Частка іспаномовних становила 8,3 % від усіх жителів.
За віковим діапазоном населення розподілялося таким чином: 20,0 % — особи молодші 18 років, 62,7 % — особи у віці 18—64 років, 17,3 % — особи у віці 65 років та старші. Медіана віку мешканця становила 42,7 року. На 100 осіб жіночої статі у переписній місцевості припадало 87,8 чоловіків;  на 100 жінок у віці від 18 років та старших — 88,4 чоловіків також старших 18 років.
Середній дохід на одне домашнє господарство  становив 88 754 долари США (медіана — 67 518), а середній дохід на одну сім'ю — 90 697 доларів (медіана — 69 855). Медіана доходів становила 41 677 доларів для чоловіків та 39 671 долар для жінок. За межею бідності перебувало 11,4 % осіб, у тому числі 20,6 % дітей у віці до 18 років та 10,1 % осіб у віці 65 років та старших.
Цивільне працевлаштоване населення становило 1288 осіб. Основні галузі зайнятості: освіта, охорона здоров'я та соціальна допомога — 18,9 %, мистецтво, розваги та відпочинок — 16,9 %, роздрібна торгівля — 12,5 %, будівництво — 12,1 %.